# Manfred Kappeler
Manfred Kappeler (* 11. Februar 1940) ist ein deutscher Sozialpädagoge, Kinder- und Jugendlichenpsychotherapeut, emeritierter Professor für Sozialpädagogik an der TU Berlin (1989–2005) sowie Sachbuchautor.

## Leben
Nach einer Ausbildung zum Bäcker und seiner Ausbildung an einer Fachschule für Sozialarbeit arbeitete er von 1960 bis 1968 als Pädagoge in der Heimerziehung. In den 1960er/70er Jahren beteiligte er sich an der Kritik der Heim- und Fürsorgeerziehung durch die Heimkampagne und an der Entwicklung von Alternativen zur Fürsorgeerziehung. Er war als Lehrer in Ausbildungs- und Studiengängen von Erziehern, kirchlichen sozialpädagogischen Fachkräften, Sozialarbeitern und Diplom-Erziehungswissenschaftlern und als Supervisor von pädagogischen Fachkräften in Heimen und Jugendwohngruppen tätig. Kappeler arbeitete in Bewährungshilfe der Offenen Jugendarbeit und Drogenarbeit.

## Leistungen
Seine Weiterbildung zum Psychagogen an einem psychoanalytischen Institut hatte Aspekte einer verdeckten Recherche im Stil von Günter Wallraff: Kappeler konnte durch seine Teilnahme viele Erkenntnisse über fragwürdige Spielregeln dort „innen“ gewinnen und schrieb 1977 ein Buch (zusammen mit Klaus Holzkamp und Ute Holzkamp-Osterkamp) über seine abgelehnte, kritisch-psychologische Abschlussarbeit. Er nahm Auswertungen von Fachveröffentlichungen und empirischen Forschungsprojekten oder -Berichten vor, die auf teilnehmender Beobachtung beruhten beziehungsweise katamnestische Untersuchungen waren und veröffentlichte zahlreiche wissenschaftliche Arbeiten zur Heimerziehung. Seine Forschungsschwerpunkte waren außerschulische Jugendarbeit, die Fremdunterbringung von Kindern und Jugendlichen und drogenpolitische Wirkungen und Veränderungen der Theorie und Praxis der Drogenhilfe.
Er unterstützt die Anliegen der ehemaligen Heimkinder in politischen und fachlichen Gremien, in den Medien und in der Fachöffentlichkeit und tritt in der Jugendhilfe für eine kompromisslose Anerkennung der Vergangenheitsschuld der Verantwortlichen ein, insbesondere auch unter dem Gesichtspunkt der auch in Heimen vielfach ausgeübten sexuellen Gewalt gegen Kinder und Jugendliche. Zudem ist er Mitglied im Schildower Kreis, welcher sich für die Legalisierung von Drogen einsetzt.
2015 erhielt Kappeler für seine Verdienste bei der Aufarbeitung der Geschichte der Heimkindererziehung das Bundesverdienstkreuz.

## Schriften (Auswahl)
- 1967: Das Jugendwohnheim der Universal-Stiftung Helmut Ziegner, in: Bewährungshilfe 14 (1), S. 32–35.
- 1971: Ideologie und Praxis in der Heimerziehung. In: Autorenkollektiv: Gefesselte Jugend – Fürsorgeerziehung im Kapitalismus. Suhrkamp, Frankfurt am Main 1971.
- 1977: Psychologische Therapie und politisches Handeln. (mit K. Holzkamp u. U. Holzkamp-Osterkamp), Campus 1977.
- 1991: Drogen und Kolonialismus. Zur Ideologiegeschichte des Drogenkonsums. IKO-Verlag für Interkulturelle Kommunikation, Frankfurt am Main 1991, ISBN 3-88939-102-8.
- 1995: Plädoyer für das umherschweifende Leben – Sozialpädagogische Essays zu Jugend, Drogen und Gewalt. IKO-Verlag, Frankfurt am Main 1995, ISBN 3-88939-117-6.
- 1999: Rückblicke auf ein sozialpädagogisches Jahrhundert. Essays zur Dialektik von Herrschaft und Emanzipation im sozialpädagogischen Handeln. Frankfurt am Main 1999, ISBN 3-88939-475-2.
- 2000: Der schreckliche Traum vom vollkommenen Menschen – Rassenhygiene und Eugenik in der Sozialen Arbeit. Schüren Verlag, Marburg 2000, ISBN 3-89472-163-4.
- 2009: Der Kampf ehemaliger Heimkinder um die Anerkennung des an Ihnen begangenen Unrechts. In: Widersprüche. Zeitschrift für sozialistische Politik im Bildungs-, Gesundheits- und Sozialbereich. Nr. 111. 29. Jg. März 2009. S. 77–98. ISBN 978-3-937461-62-5
- 2011: Anvertraut und ausgeliefert. Sexuelle Gewalt in pädagogischen Einrichtungen. Nicolai Verlag, Berlin 2011, ISBN 978-3-89479-626-6.
- 2012: "Wir wurden in ein Landerziehungsheim geschickt..." Klaus Mann und seine Geschwister in Internatschulen. Nicolai Verlag. Berlin 2012, ISBN 978-3-89479-666-2.
- 2014: "Ich konnte nicht länger schweigen – aber wer wird mir glauben?" Über die Traumatisierungen ehemaliger Heimkinder. In: Widersprüche. Zeitschrift für sozialistische Politik im Bildungs-, Gesundheits- und Sozialbereich. Nr. 131. 34. Jg. März 2014. S. 9–20. ISSN 0721-8834
- 2014: mit Carl Wolfgang Müller: Wir wollten und wollen nicht die auftrumpfenden Sieger sein. Die schwierige Kommunikation zwischen SozialpädagogInnen der DDR und der Bundesrepublik in den ersten Jahren nach dem Fall der Mauer. In: Widersprüche. Zeitschrift für sozialistische Politik im Bildungs-, Gesundheits- und Sozialbereich. Nr. 131. 34. Jg. März 2014. S. 97–108. ISSN 0721-8834
- 2015: Lessings Kiste. Nicolais Plan und das Grimm'sche Wörterbuch. Nicolai. Berlin. 2015, ISBN 978-3-89479-853-6
- 2017: Sprechen über sexuelle Gewalt in pädagogischen Settings. In: Erziehungswissenschaft. Mitteilungen der Deutschen Gesellschaft für Erziehungswissenschaft (DGfE). Heft 54. Jg. 28. Budrich. Berlin. 2017, S. 51–61, ISSN 0938-5363